# Mohammed Afzal Khan (Politiker)

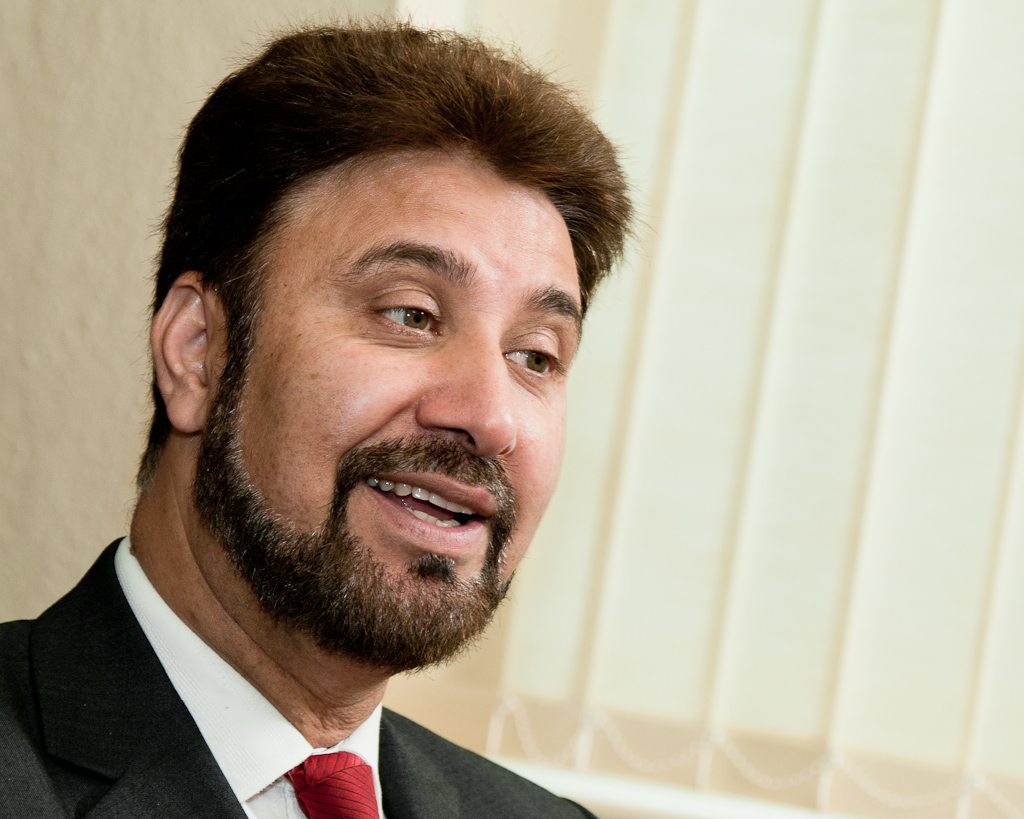
Mohammed Afzal Khan

Mohammed Afzal Khan CBE MP (* 5. April 1958 in Jhelam, Pakistan) ist ein britischer Politiker der Labour Party. Seit 2017 ist er Abgeordneter im House of Commons.

## Leben
Mit elf Jahren kam Khan mit seiner Familie nach England und wuchs in Lancashire auf. Nach zunächst vorzeitigem Schulabbruch und verschiedenen Jobs war er drei Jahre lang Polizist im Raum Manchester. Danach studierte er Rechtswissenschaften und wurde Solicitor.
Seit 2000 ist er Mitglied im Stadtrat von Manchester. Er war als stellvertretender Generalsekretär der Organisation Muslim Council of Britain tätig. 2005 wurde er Bürgermeister von Manchester und blieb bis 2006 in diesem Amt. 2008 wurde Khan in Anerkennung seiner Verdienste um die Beziehung zwischen verschiedenen Glaubensrichtungen und die Lokalpolitik in Manchester zum Commander of the Order of the British Empire ernannt. Seit Juni 2014 ist Khan Abgeordneter im Europäischen Parlament. Dort ist er stellvertretender Vorsitzender im  Unterausschuss für Sicherheit und Verteidigung sowie Mitglied im Ausschuss für auswärtige Angelegenheiten und Mitglied in der Delegation für die Beziehungen zur Arabischen Halbinsel. Khan ist verheiratet und hat drei Kinder.
Bei der Nachwahl zum britischen Unterhaus im Wahlkreis Manchester Gorton wollte Khan für die Labour Party antreten, nach der Entscheidung für vorgezogene Parlamentswahlen im Juni 2017 wurde die Nachwahl jedoch abgesagt. Bei der vorgezogenen Parlamentswahl war Khan ebenfalls Kandidat für die Labour Party. Er gewann den Wahlkreis Manchester Gorton und konnte die Mehrheit seines verstorbenen Vorgängers Sir Gerald Kaufman ausbauen.